# Motore Lister
Il motore Lister' “CS” (cold start, cioè avviamento a freddo) è un particolare motore Diesel, prodotto dalla RA Lister Company di Dursley, Glucestershire, in Inghilterra dal 1929 al 1987.

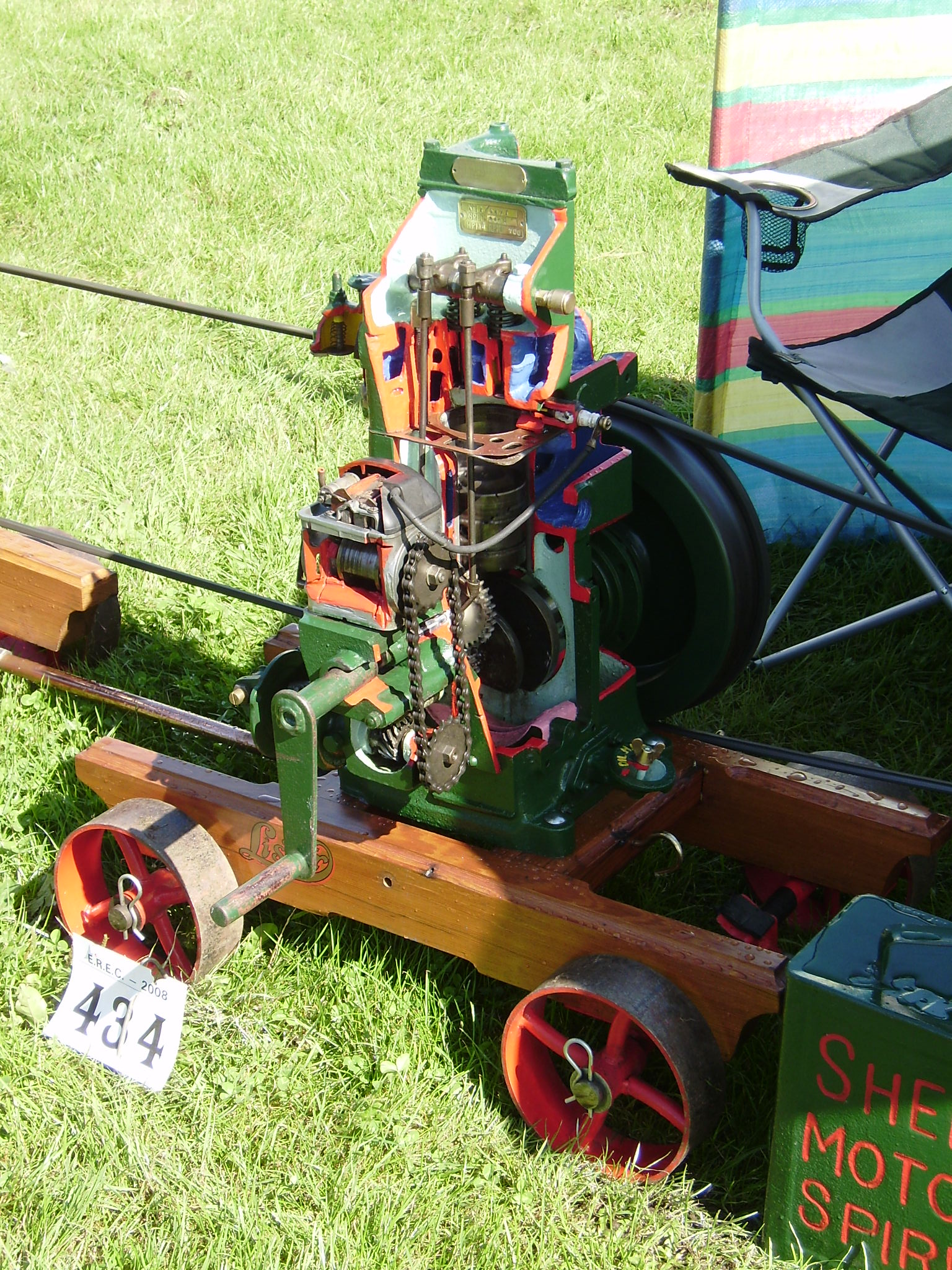
Un motore Lister sezionato

Il motore Lister deve la sua notorietà passata e presente alla estrema semplicità costruttiva e alla grande robustezza. Grazie a queste caratteristiche esso viene tuttora prodotto ed utilizzato nei Paesi in via di sviluppo.

## Origine del motore
Il motore fu creato come motore agricolo, per azionare piccoli macchinari, per il pompaggio dell'acqua e la generazione elettrica in postazioni isolate.
I motori Lister furono sempre prodotti nel tipico colore “verde Brunswick medio”; tale colore è ancor oggi usato per la produzione attuale dalla Lister-Petter inglese, e dai produttori indiani dei Listeroid.

## Descrizione del motore
Il motore Lister è un motore diesel adatto per l'avviamento manuale senza preriscaldamento, per uso in postazione fissa. 
Caratteristica peculiare del motore è l'estrema semplificazione della parte meccanica che può essere facilmente smontata e riparata da personale non specializzato in pochi minuti; le poche attrezzature necessarie (chiavi meccaniche), sono fornite in dotazione.
Data la sua natura, per il suo funzionamento il motore non ha parti elettriche di alcun tipo.
Il motore tipo è monocilindrico con bassissima velocità di rotazione (da 600 a 950 giri minuto) e con potenze limitate (normalmente da 5 a 9 CV) e il suo aspetto esteriore è molto ‘datato”.
Oltre ai valori (limitati) di velocità e potenza si nota invece che il dimensionamento è particolarmente sovrabbondante, quindi le parti sono poco sollecitate e poco logorate dall'uso; come ovvia conseguenza il motore è voluminoso e pesante, il tipo da 9 CV pesa circa 350 chili (di norma è un motore fisso su basamento).
Con la semplicità di struttura ed il sovradimensionamento delle parti la manutenzione (necessità di riparazione) è pressoché inesistente, limitandosi alla sostituzione del lubrificante e alla lubrificazione manuale delle parti in vista.
Una durata senza riparazioni di oltre 100.000 ore quasi ininterrotte di funzionamento (quasi 12 anni), con le sole pause per il cambio dell'olio è considerata normale.
Sono stati anche prodotti motori pluricilindrici (più comunemente a due cilindri).
Il motore funziona con ciclo diesel, con un'ampia possibilità di essere alimentato con vari tipi di carburanti, dal gasolio, anche di bassa qualità, all'olio biodiesel, all'olio vegetale, a varie miscele eterogenee.

## Sviluppo
Per l'estrema robustezza, affidabilità e soprattutto semplicità (i pezzi di ricambio sono pochissimi e facilissimi da installare), il motore ha trovato applicazione in ambito agricolo, dapprima in Inghilterra, ma poi anche nel terzo mondo, dove ha costituito un approccio ad una tecnologia meccanica funzionale, ma molto semplice ed accessibile.

## I Listeroid
Alla cessazione della produzione in Inghilterra, nel 1987, permanendo un mercato in paesi in via di sviluppo, alcuni produttori in India hanno proseguito la produzione di copie più o meno identiche dei vari esemplari (spesso anche dei più antichi) di motori costruiti dalla Lister; tali motori, detti “Listeroid”, almeno nei casi più importanti, sono costruiti rilevando le licenze ed i brevetti della Lister e della Petter (associata con la Lister negli ultimi anni).
I produttori indiani attuali sono molto eterogenei, andando da società industriali di discreto livello, con produzioni di piccola serie, a produttori artigianali a livello familiare, in fabbriche tipo “backyard” cioè “casalinghe” con tecnologia minimale ed assolutamente modesta.
La qualità dei prodotti va da un livello medio ad uno mediocre.
I prodotti indiani, soprattutto quelli al livello di piccola serie (e quindi meglio accessibili dal mercato commerciale internazionale), sono esportati, soprattutto in America, Africa ed Australia, per la generazione elettrica domestica in postazioni disagiate, ma anche per il pompaggio dell'acqua o per fornitura di energia meccanica in postazione fissa.
La tecnologia è comunque talmente bassa che è buona regola, al ricevimento del motore, effettuare il suo completo smontaggio, per correggere la sbavatura delle parti, e permettere la ripulitura delle parti fuse, dagli eventuali residui di fusione.
L'uso di un motore di così bassa tecnologia si giustifica con la sua estrema semplicità e la facilità di uso, che trova perfetta connessione con una realtà sociale ed economica semplice e modesta.

## Carburante e lubrificante
Per il motore Lister è possibile l'uso tal quale come carburante, salvo minimi interventi di depurazione, ed un modesto preriscaldo, degli oli vegetali, di norma usati come combustibili, prodotti localmente per semplice molitura e spremitura di semi da olio.
È da notare peraltro che l'olio vegetale, per il motore Lister, può essere sufficiente anche come lubrificante.
L'utilizzazione diretta dell'olio vegetale permette la chiusura di un circolo virtuoso che vede nello stesso sito la coltivazione e lavorazione delle piante oleifere (come la Jatropha curcas), ed il possibile consumo diretto del suo prodotto, l'olio vegetale derivato, ottenendo una filiera completa di un'elementare meccanizzazione.
Si nota anche che lo stesso motore Lister può essere usato anche come motore per la lavorazione dei semi a produrre l'olio.